# Hipposideros demissus
Hipposideros demissus (K. Andersen, 1909) è un pipistrello della famiglia degli Ipposideridi endemico dell'isola di Makira, nelle Isole Salomone.

## Descrizione

### Dimensioni
Pipistrello di medie dimensioni, con la lunghezza della testa e del corpo tra 64,8 e 70,3 mm, la lunghezza dell'avambraccio tra 64 e 67,6 mm, la lunghezza della coda tra 34,1 e 42,6 mm, la lunghezza delle orecchie tra 20,6 e 24,5 mm e un peso fino a 27 g.

### Aspetto
Le parti dorsali sono marroni scure, con la porzione centrale dei peli biancastra, mentre le parti ventrali sono bruno-grigiastre. Una striscia biancastra poco distinta si estende lungo i fianchi all'attaccatura delle ali. Le orecchie sono grandi, triangolari e con una concavità sul bordo posteriore appena sotto l'estremità appuntita. La foglia nasale presenta una porzione anteriore con tre fogliette supplementari su ogni lato, un setto nasale non rigonfio e con due alette intorno alle narici, una porzione intermedia con una piccola proiezione centrale, una porzione posteriore con il margine superiore semi-circolare e provvista di tre setti che la dividono in quattro celle. La coda è lunga e si estende leggermente oltre l'ampio uropatagio.

## Biologia

### Comportamento
Si rifugia in grandi colonie all'interno di grotte. Forma grandi vivai. 

### Alimentazione
Si nutre di insetti.

## Distribuzione e habitat
Questa specie è conosciuta soltanto in 5 località sull'isola di Makira, nelle Isole Salomone.

## Conservazione
La IUCN Red List, considerato l'areale limitato a una sola isola soggetta a catastrofi naturali come i Cicloni tropicali, classifica H.demissus come specie vulnerabile (VU).